# Castello di Pentefur
Het Castello (di) Pentefur is een kasteelruïne in de Italiaanse gemeente Savoca, een plaats nabij Messina op Sicilië. Het was quasi ononderbroken een (zomer)residentie van de archimandriet van Messina, en dit van de jaren 1100 tot 1700. Deze aartsabt droeg de feodale titels van baron van Savoca en heer van Pentefur. Het kasteel maakte deel uit van de abdijstaat Santissimo Salvatore in Messina.

## Naam
De naam Pentefur verwijst naar de vijf woonkernen die op de heuveltoppen bestonden ten tijde van het Byzantijns bestuur op Sicilië. Pentafur betekende letterlijk in het Grieks Vijf Wijken. Een legende verhaalt hoe vijf rovers ontsnapten uit de gevangenis van Taormina en zich nestelden op de heuveltop; alzo ontstonden Pentefur en Savoca.

## Beschrijving
Op de hoogste heuveltop in Savoca staat de ruïne. Het bestaat vooreerst uit een ringmuur die langs de rand van de richel loopt. Binnenin de ringmuren stonden er gebouwen, waarvan de belangrijkste deze was met een rechthoekig grondplan en twee verdiepingen. Dit groter gebouw ‘mastio’ geheten of donjon was de residentie van de aartsabt. Archeologisch onderzoek toonde aan dat de vloeren uit verschillende tijdperken stamden: Byzantijns, Normandisch en renaissance-stijl. De mastio staat op het hoogste punt van de heuveltop.
Vanuit het kasteel was er militair toezicht mogelijk op de Ionische Zee. Een aantal torens aan de kust hielpen mee om het Castello di Pentefur te verdedigen. Ze staan op het grondgebied van de aanliggende gemeente Santa Teresa di Riva. Het gaat om de torens: Torre Catalmo, Torrer dei Saraceni, Torre del Baglio, Torre Avarna, Torre Varata en het kleine fort Fortino di Ligoria.

## Historiek
Op de plaats van de mastio stond tevoren een fort van het leger der Byzantijnen. In de tijd van het emiraat Sicilië legden de Arabieren waterbekkens aan (9e -10e eeuw). De Normandische heerser van Sicilië koning Rogier II van het Huis Hauteville gaf het bevel het fort uit te bouwen tot zijn moderne afmetingen. Bovendien beval Rogier II dat de archemandriet uit Messina de feodale heer werd en moest instaan voor de verdediging. De eerste die heer van Pentefur werd, was Lucas I van Messina (11e eeuw – 1149); hij was de eerste aartsabt van Messina. Lucas I werd later heilig verklaard.
Koning Frederik III van het Huis Barcelona vond het veiliger het kasteel van Pentefur te bemannen door officieren uit Aragon. Vandaar had de archimandriet van Messina geen zeggenschap over het kasteel van 1355 tot 1386. In 1386 viel het kasteel terug in handen van de archimandriet. Het ging om Paulus III van Notarleone, aartsabt van Messina. Dit bleef zo vele eeuwen. De archimandriet moest wel toestaan dat het koninklijk leger van Sicilië er gekazerneerd bleef. De kapel van het kasteel is de kerk Chiesa di San Michele.
In de 15e eeuw, onder bestuur van archimandriet Lucas IV van Bufalis was het Castello di Pentefur zijn enige residentieplaats. Nog in de 15e eeuw werden er verfraaiingen uitgevoerd in renaissance-stijl. 
Door de aardbevingen van 1693 en 1783 was het kasteel onleefbaar geworden.
Sinds de 19e eeuw is de familie Nicotina eigenaar van de ruïne. 